# Кубок володарів кубків 1962—1963
Кубок володарів кубків 1962—1963 — 3-ий розіграш Кубка володарів кубків УЄФА, європейського клубного турніру для переможців національних кубків. 

## Учасники
| №п/п | Клуб                   | Турнір                                                     |
| ---- | ---------------------- | ---------------------------------------------------------- |
| 1    | «Атлетіко»             | Володар Кубка володарів кубків 1961—1962                   |
| 2    | «Севілья»              | Фіналіст Кубка Іспанії 1961—1962                           |
| 3    | «Наполі»               | Володар Кубка Італії 1961—1962                             |
| 4    | «Рейнджерс»            | Володар Кубка Шотландії 1961—1962                          |
| 5    | «Віторія» (Сетубал)    | Фіналіст Кубка Португалії 1961—1962                        |
| 6    | «Тоттенгем Готспур»    | Володар Кубка Англії 1961—1962                             |
| 7    | «Сент-Етьєн»           | Володар Кубка Франції 1961—1962                            |
| 8    | «Грацер»               | Фіналіст Кубка Австрії 1961—1962                           |
| 9    | «Слован»               | Володар Кубка Чехословаччини 1961—1962                     |
| 10   | «Нюрнберг»             | Володар Кубка ФРН 1962                                     |
| 11   | «Уйпешт»               | Віце-чемпіон Угорщини 1961—1962 (кубок не проводився)      |
| 12   | «ОФК Белград»          | Володар Кубка Югославії 1961—1962                          |
| 13   | «Хемі Галле»           | Володар Кубка НДР 1961—1962                                |
| 14   | «Лозанна»              | Володар Кубка Швейцарії 1961—1962                          |
| 15   | «Спарта»               | Володар Кубка Нідерландів 1961—1962                        |
| 16   | «Ботев»                | Володар Кубка Болгарії 1961—1962                           |
| 17   | «Болдклуббен 1909»     | Володар Кубка Данії 1961—1962                              |
| 18   | «Заглембє» (Сосновець) | Володар Кубка Польщі 1961—1962                             |
| 19   | «Стяуа»                | Володар Кубка Румунії 1961—1962                            |
| 20   | «Альянс»               | Володар Кубка Люксембургу 1961—1962                        |
| 21   | «Бангор Сіті»          | Володар Кубка Уельсу 1961—1962                             |
| 22   | «Портадаун»            | Фіналіст Кубка Північної Ірландії 1961—1962                |
| 23   | «Олімпіакос»           | Фіналіст Кубка Греції 1961—1962 (турнір не був закінчений) |
| 24   | «Шемрок Роверс»        | Володар Кубка Ірландії 1961—1962                           |
| 25   | «Гіберніанс»           | Володар Кубка Мальти 1961—1962                             |

## Перший раунд
Команди Тоттенгем Готспур, Слован (Братислава), Портадаун, Нюрнберг, Грацер, Шемрок Роверс, Атлетіко (Мадрид) пройшли до наступного раунду після жеребкування.
| Команда 1                   | Заг.                    | Команда 2            | 1-й матч | 2-й матч |
| --------------------------- | ----------------------- | -------------------- | -------- | -------- |
| Гіберніанс                  | +:-                     | Олімпіакос           | -:-      | -:-      |
| 5/18 вересня 1962           |                         |                      |          |          |
| Альянс (Дюделанж)           | 2:9                     | Болдклуббен 1909     | 1:1      | 1:8      |
| 5/19 вересня 1962           |                         |                      |          |          |
| ОФК Белград                 | 5:3                     | Хемі Галле           | 2:0      | 3:3      |
| 5/26 вересня 1962           |                         |                      |          |          |
| Рейнджерс                   | 4:2                     | Севілья              | 4:0      | 0:2      |
| 5/26 вересня/10 жовтня 1962 |                         |                      |          |          |
| Бангор Сіті                 | 4:5 (1:2 - третій матч) | Наполі               | 2:0      | 1:3 дч   |
| 12/26 вересня 1962          |                         |                      |          |          |
| Уйпешт                      | 5:0                     | Заглембє (Сосновець) | 5:0      | 0:0      |
| 13/19 вересня 1962          |                         |                      |          |          |
| Стяуа                       | 4:7                     | Ботев (Пловдив)      | 3:2      | 1:5      |
| 19 вересня/3 жовтня 1962    |                         |                      |          |          |
| Лозанна                     | 5:4                     | Спарта (Роттердам)   | 3:0      | 2:4      |
| 20/23 вересня 1962          |                         |                      |          |          |
| Сент-Етьєн                  | 4:1                     | Віторія (Сетубал)    | 1:1      | 3:0      |

## Другий раунд
| Команда 1                     | Заг.                    | Команда 2           | 1-й матч | 2-й матч |
| ----------------------------- | ----------------------- | ------------------- | -------- | -------- |
| 18 жовтня/14 листопада 1962   |                         |                     |          |          |
| Сент-Етьєн                    | 0:3                     | Нюрнберг            | 1:1      | 3:0      |
| 24 жовтня/7 листопада         |                         |                     |          |          |
| Атлетіко (Мадрид)             | 5:0                     | Гіберніанс          | 4:0      | 1:0      |
| 24 жовтня/14 листопада        |                         |                     |          |          |
| Шемрок Роверс                 | 0:5                     | Ботев (Пловдив)     | 0:4      | 0:1      |
| 30 жовтня/14 листопада 1962   |                         |                     |          |          |
| Грацер                        | 4:6                     | Болдклуббен 1909    | 1:1      | 3:5      |
| 31 жовтня/11 грудня 1962      |                         |                     |          |          |
| Тоттенгем Готспур             | 8:4                     | Рейнджерс           | 5:2      | 3:2      |
| 7/21 листопада 1962           |                         |                     |          |          |
| ОФК Белград                   | 7:4                     | Портадаун           | 5:1      | 2:3      |
| 14/28 листопада 1962          |                         |                     |          |          |
| Лозанна                       | 1:2                     | Слован (Братислава) | 1:1      | 0:1      |
| 14/28 листопада/4 грудня 1962 |                         |                     |          |          |
| Уйпешт                        | 4:5 (1:3 - третій матч) | Наполі              | 1:1      | 1:1 дч   |

## 1/4 фіналу
| Команда 1                         | Заг.                    | Команда 2         | 1-й матч | 2-й матч |
| --------------------------------- | ----------------------- | ----------------- | -------- | -------- |
| 6 лютого/20 березня/3 квітня 1963 |                         |                   |          |          |
| ОФК Белград                       | 6:4 (3:1 - третій матч) | Наполі            | 2:0      | 1:3 дч   |
| 27 лютого/13 березня 1963         |                         |                   |          |          |
| Ботев (Пловдив)                   | 1:5                     | Атлетіко (Мадрид) | 1:1      | 0:4      |
| 5/14 березня 1963                 |                         |                   |          |          |
| Слован (Братислава)               | 2:6                     | Тоттенгем Готспур | 2:0      | 0:6      |
| 21/24 березня 1963                |                         |                   |          |          |
| Болдклуббен 1909                  | 0:7                     | Нюрнберг          | 0:1      | 0:6      |

## 1/2 фіналу
| Команда 1               | Заг. | Команда 2         | 1-й матч | 2-й матч |
| ----------------------- | ---- | ----------------- | -------- | -------- |
| 10/24 квітня 1963       |      |                   |          |          |
| Нюрнберг                | 2:3  | Атлетіко (Мадрид) | 2:1      | 0:2      |
| 24 квітня/1 травня 1963 |      |                   |          |          |
| ОФК Белград             | 2:5  | Тоттенгем Готспур | 1:2      | 1:3      |

## Фінал
| 15 травня 1963 |

| Тоттенгем Готспур                       | 5:1      | Атлетіко (Мадрид) |
| --------------------------------------- | -------- | ----------------- |
| Грівз 16', 80' Вайт 35' Дайсон 67', 85' | Протокол | Кольяр 47' (пен.) |

| Феєнорд, Роттердам Глядачів: 49 143 Арбітр: Андріес ван Леувен |

| Володар Кубка володарів кубків 1962—1963 |
| ---------------------------------------- |
| Англія                                   |
| Тоттенгем Готспур 1-й титул              |